# جون ماير (رسام)
جون ماير (بالإنجليزية: John Meyer)‏ هو رسام جنوب أفريقي، ولد في 1942.